# La Porcherie
La Porcherie är en kommun i departementet Haute-Vienne i regionen Nouvelle-Aquitaine i västra Frankrike. Kommunen ligger i kantonen Saint-Germain-les-Belles som tillhör arrondissementet Limoges. År 2022 hade La Porcherie 518 invånare.

## Befolkningsutveckling
Antalet invånare i kommunen La Porcherie
| Referens: INSEE |